# Недзвецкий, Иосиф Маркович

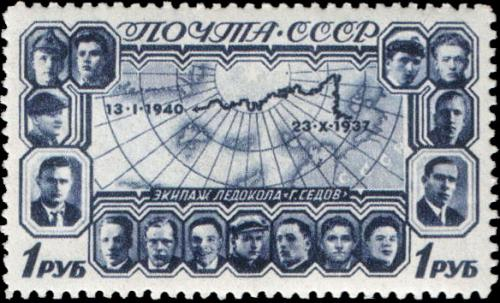
Экипаж ледокола «Георгий Седов».

Ио́сиф Ма́ркович Недзве́цкий (1908 год, Могилёв — 1959 год, мыс Арктический) — машинист парохода ледокольного типа «Георгий Седов» Главного управления Северного морского пути. Участник Великой Отечественной войны. Герой Советского Союза (1940).

## Биография
Иосиф Недзвецкий родился в рабочей семье в Могилёве 23 июня 1908 года.

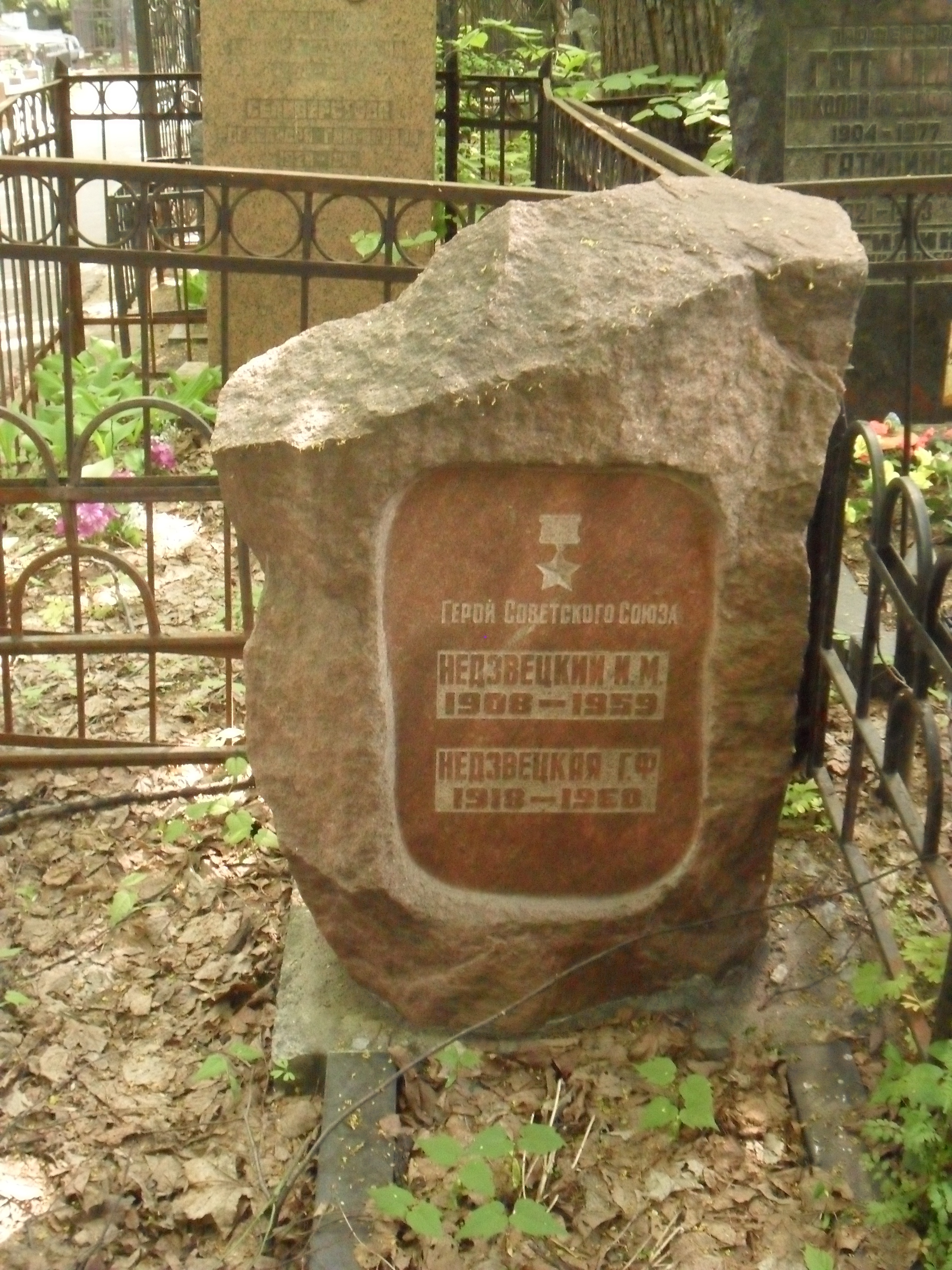
Могила Недзвецкого на Ваганьковском кладбище.

Детство Недзвецкого прошло в детдоме Петрозаводска. Окончив начальную школу, работал сначала на строительстве железной дороги, затем слесарем на Онежском металлургическом заводе в Петрозаводске.
В 1930—1934 годы служил в Красной Армии. С 1934 по 1937 год принимал участие в арктических экспедициях, работал машинистом ледокола «Ермак».
С августа 1937 по январь 1940 года, являясь машинистом на пароходе ледокольного типа «Георгий Седов», стал участником легендарного дрейфа по Северному Ледовитому океану, в ходе которого проявил себя мужественно и стойко.
3 февраля 1940 года Президиумом Верховного Совета СССР был издан указ о присвоении машинисту парохода ледокольного типа «Георгий Седов» Недзвецкому Иосифу Марковичу звания Героя Советского Союза с вручением ордена Ленина и медали «Золотая Звезда» (№ 235) за «…проведение героического дрейфа, выполнение обширной программы исследований в трудных условиях Арктики и проявленное при этом мужество и настойчивость» и выдаче денежной премии в размере 25 000 рублей.
Вернувшись на материк, поступил учиться в Промакадемию, но отучиться успел только один курс — началась Великая Отечественная война, и Недзвецкий ушёл на фронт. 
В 1941 года окончил 1 курс Промакадемии. В сентябре 1941 – мае 1942 – старший моторист теплохода «КИМ» (Владивостокское морское пароходство). В сентябре 1942 – апреле 1943 – старший инспектор контрольно-инспекционной группы Главного управления Севморпути, в апреле-мае 1943 – начальник полярной станции на острове Белый (Карское море).
Вновь в армии с июня 1943 года. Служил в Войске Польском.
Участник Великой Отечественной войны: в марте 1944 – апреле 1945 – начальник технического снабжения 1-й армии Войска Польского. Воевал на 1-м Белорусском фронте. Участвовал в Люблин-Брестской,  Варшавско-Познанской и  Восточно-Померанской операциях. В апреле 1945 года был тяжело ранен в районе города Данциг (ныне город Гданьск, Польша). 
После войны Недзвецкий вновь вернулся работать на судах «Главсевморпути».
До 26 декабря 1959 года занимал должность начальника полярной станции на мысе Арктический.
Погиб во время пожара на станции. Похоронен в Москве на Ваганьковском кладбище (22 уч.).
В честь И. М. Недзвецкого названа бухта Недзвецкого (Карское море, архипелаг Норденшельда, остров Тыртов; название присвоено в 1965 году; ранее И. М. Недзвецкий занимал должность начальника полярной станции на этом острове).

## Награды
- Золотая Звезда Героя Советского Союза.
- Награждён орденом Ленина, медалями.